# Sternycha sternalis
Sternycha sternalis är en skalbaggsart som beskrevs av Dillon 1945. Sternycha sternalis ingår i släktet Sternycha och familjen långhorningar. Inga underarter finns listade i Catalogue of Life.